# Stenogrammitis nutata
Stenogrammitis nutata là một loài dương xỉ trong họ Polypodiaceae. Loài này được Jenman Labiak mô tả khoa học đầu tiên năm 2011.